# Herrens himmelfärds kyrka, Jekaterinburg
Herrens himmelfärds kyrka (ryska: Храм Вознесения Господня; translitteration: Hram Vosnesenija Gospodnja) är en rysk-ortodox kyrkobyggnad belägen i den centrala delen av staden Jekaterinburg, i Sverdlovsk oblast vid Uralbergen i Ryssland.
Kyrkan är helgad åt Kristi himmelfärd och tillhör Jekaterinburgs stift i den Rysk-ortodoxa kyrkan.

## Historik

### Ursprungliga kyrkan
Herrens himmelfärds kyrka i Jekaterinburg började byggas i maj 1770.

### Nuvarande kyrkan
1789 ville dock de lokala församlingsmedlemmarna att en ny kyrka skulle uppföras. Grundstenen till den nya kyrkan lades av ärkepräst Karpinsky den 16 maj 1792. Kyrkan invigdes av samma präst den 25 juli 1818.
1834 beslöt kyrkans präster och församlingsmedlemmarna att bygga två sidokapell på den södra och norra sidan i kyrkan. Till minne av den första kyrkan byggdes också ett monument.

## Bilder

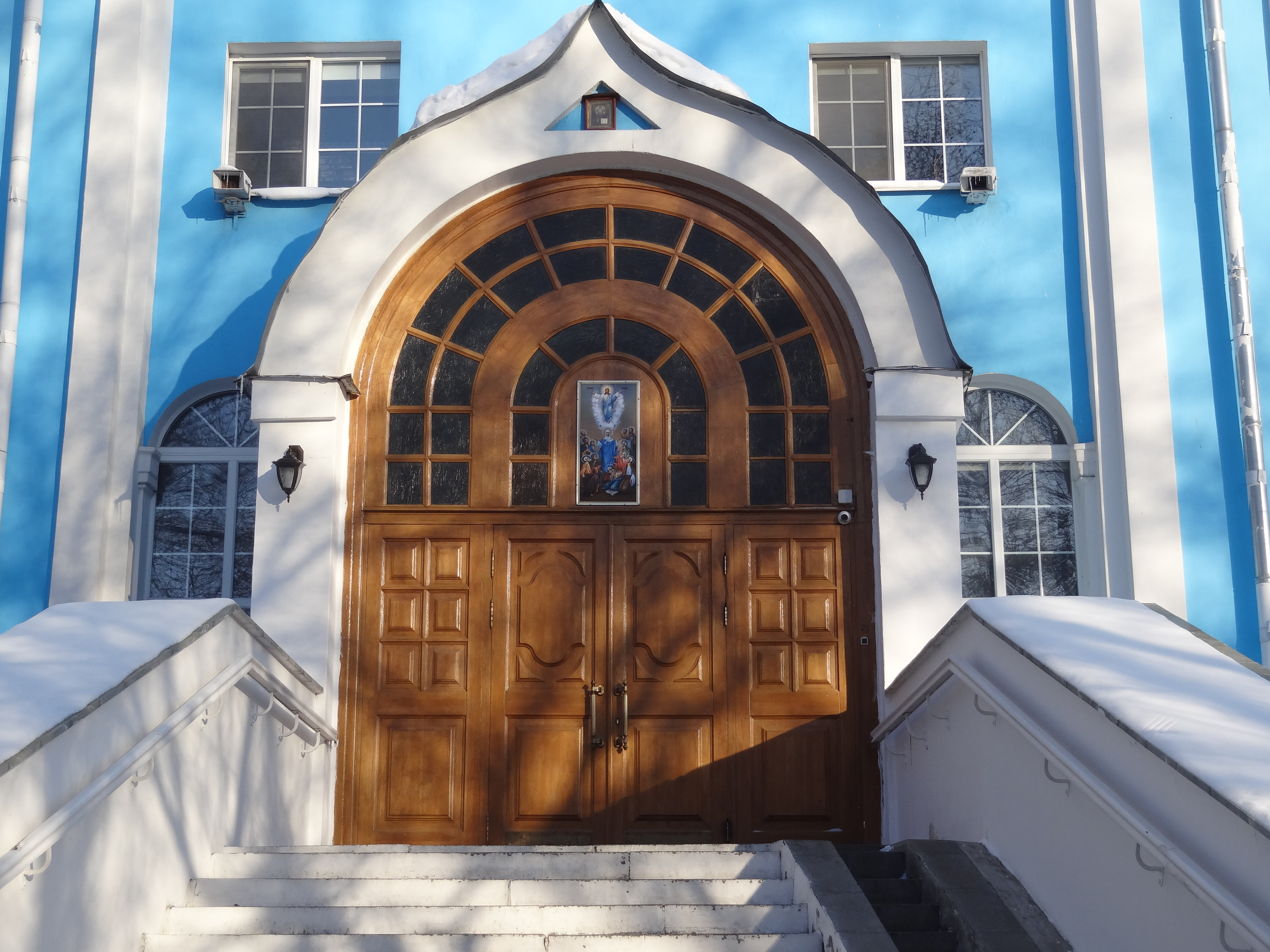
Entrén.
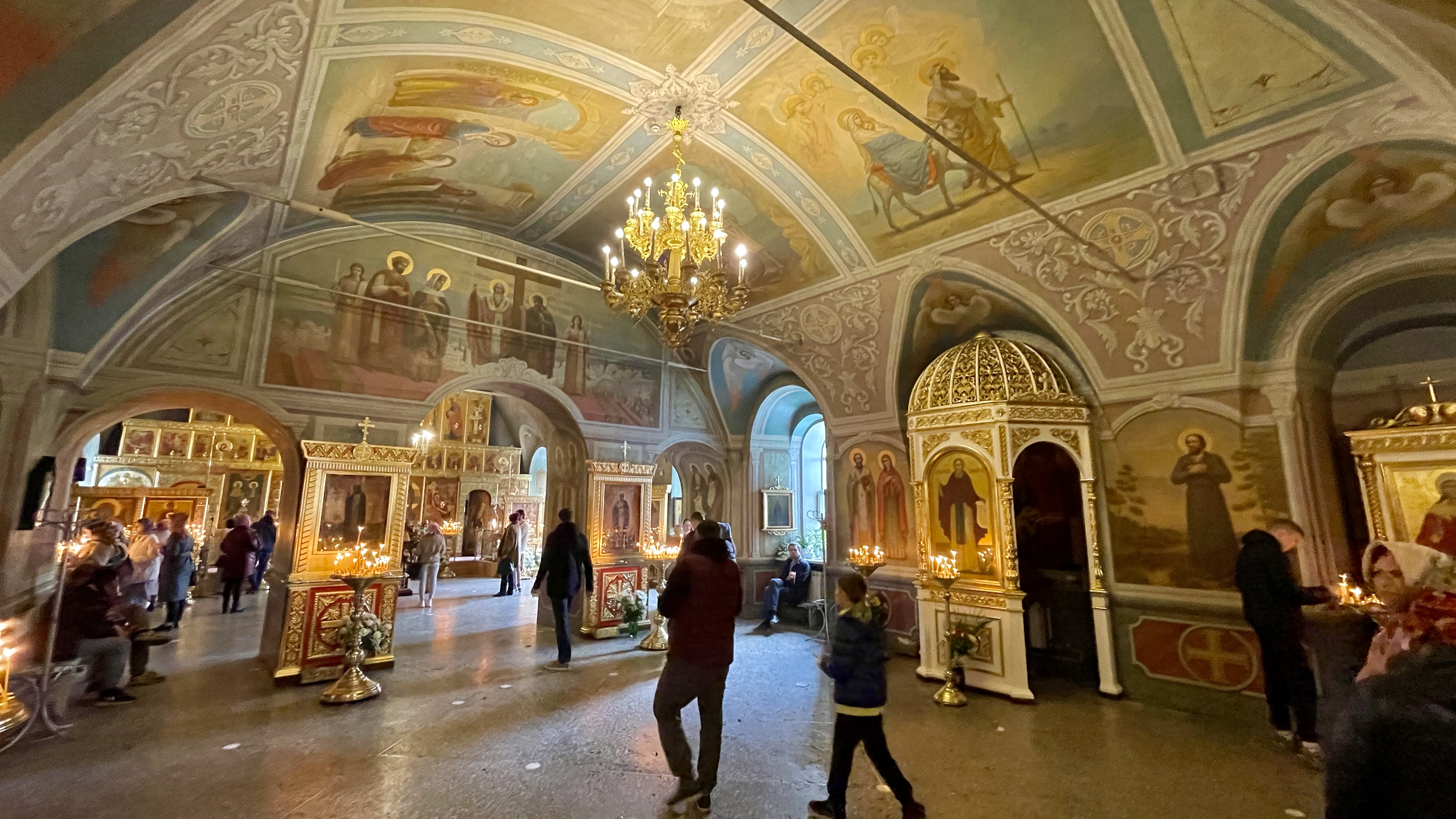
Kyrkans interiör mot ikonostasen.
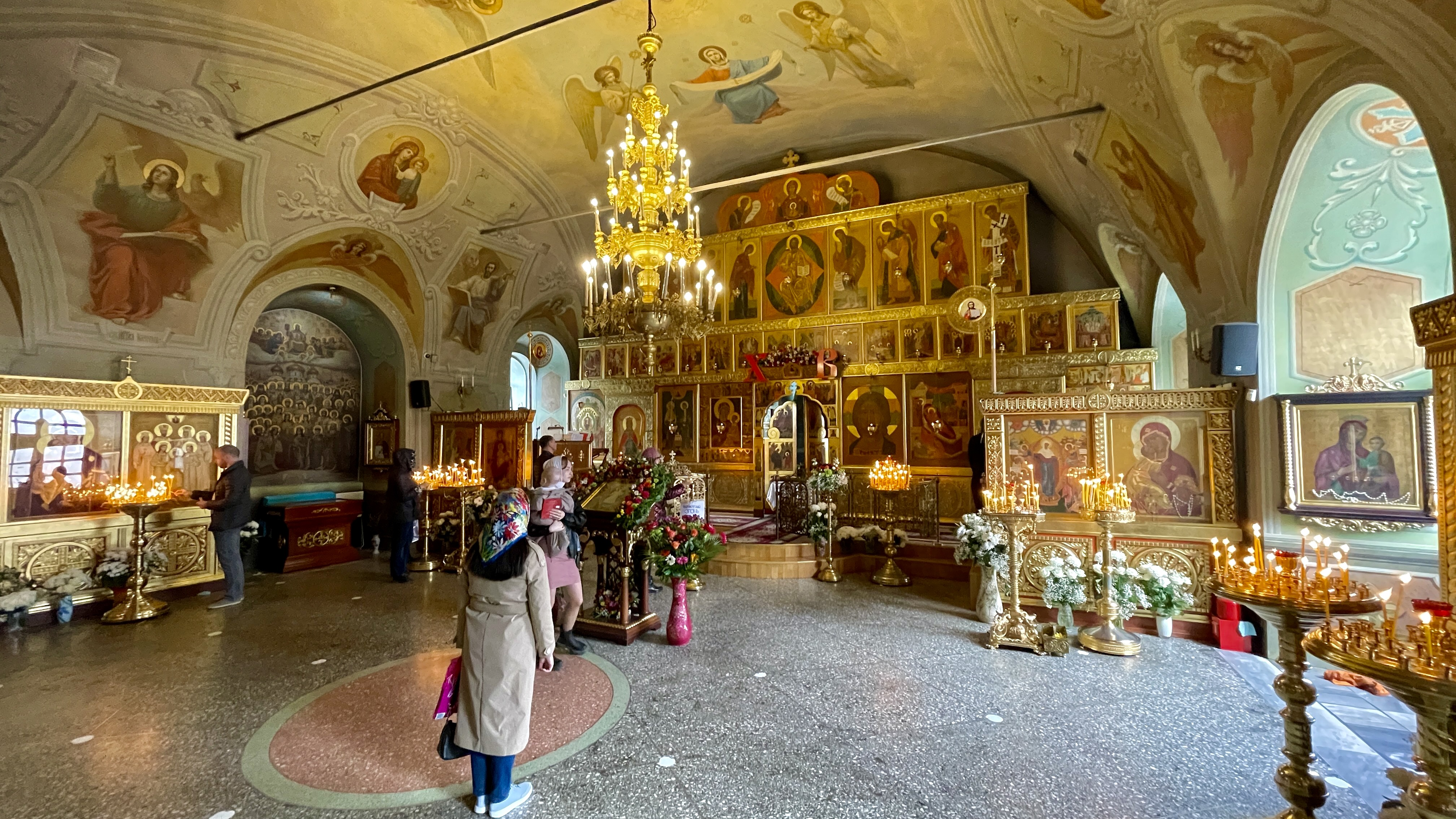
Närmare bild på ikonostasen.